# Edbrooke Hill
Edbrooke Hill är en kulle i Antarktis. Den ligger i Östantarktis. Nya Zeeland gör anspråk på området. Toppen på Edbrooke Hill är 2 100 meter över havet.
Terrängen runt Edbrooke Hill är kuperad åt sydväst, men åt nordost är den bergig. Trakten är obefolkad. Det finns inga samhällen i närheten. 